# Cantó de Briude Nord
El cantó de Briude Nord és un cantó francès del departament de l'Alt Loira, situat al districte de Briude. Té 8 municipis i part del de Briude.

## Municipis
- Beaumont
- Bournoncle-Saint-Pierre
- Briude
- Cohade
- Lamothe
- Paulhac
- Saint-Beauzire
- Saint-Géron
- Saint-Laurent-Chabreuges

## Història
| Data d'elecció                           | Identitat            | Partit        | Qualitat |
| ---------------------------------------- | -------------------- | ------------- | -------- |
| 19..-1985                                | Louis Eyraud         | PS            |          |
| 1985-1996                                | Jean-Paul Chambriard | UDF           |          |
| 1996-2004                                | Jean-Jacques Faucher | Divers droite |          |
| 2004-                                    | Jean-Noël Lhéritier  | PS            |          |
| les dades anteriors no són pas conegudes |                      |               |          |
|                                          |                      |               |          |